# Young MacGyver
Young MacGyver var en amerikansk TV-serie med Jared Padalecki i huvudrollen. Det var en kopia av MacGyver, som endast spelades in i ett pilotavsnitt år 2003 och visades aldrig för allmänheten.

## Om Young MacGyver
Huvudpersonen Clay MacGyver, spelad av Jared Padalecki, hade precis slutat skolan när han blev anställd för stiftelsen "The Phoenix Foundation". Hans morbror Angus MacGyver (Richard Dean Anderson från MacGyver) jobbade där tidigare.

## Kritik
Regissören, Stephen Herek säger att han "tyckte det var bra att de inte fortsatte med tv-serien". Därför filmades aldrig mer än ett pilotavsnitt som aldrig visades för allmänheten på TV.